# Jorge Pedraza Salinas
Jorge Pedraza Salinas (Monterrey, Nuevo León, México, el 5 de abril de 1943 - Monterrey, Nuevo León, México, el 5 de junio de 2019). Historiador, periodista y difusor cultura. Fue un reconocido universitario que dedicó su vida al estudio de Alfonso Reyes, Raúl Rangel Frías y de la historia regional, particularmente de su municipio, Los Herreras, del que fue cronista.

### Infancia y estudios realizados
Nació en Monterrey, Nuevo León, el 5 de abril de 1943, siendo hijo de Armando Pedraza Treviño y Demetria Salinas González. Cursó sus primeros estudios de 1949 a 1955 en la Escuela Primaria Profesor Gregorio Benavides en los Herreras, N.L. Posteriormente en el año 1955 ingresó a la escuela Secundaria n.º 5 Profesor Macario Peréz, en Monterrey, N.L., hasta 1958. De 1958 a 1961 estudio en la escuela Preparatoria n.º 1 Colegio Civil.
En 1961 inicio sus estudios profesionales en la Facultad de Derecho y Ciencias Sociales en la Universidad de Nuevo León, donde recibió su título profesional en el año 1966 de Licenciado en Ciencias Jurídicas, continuó su formación en Maestro de educación media en la especialidad de lengua y literatura españolas de los años 1970 a 1974 en la Escuela Normal Superior del Estado, en Monterrey, Nuevo León. En 1967 realizó su Postgrado en Derecho Administrativo y Derecho Laboral en Arte y Cultura A.C. en la Ciudad de México.

### Labores Profesionales
- Redactor del Semanario Vida Universitaria, Patronato Universitario de Nuevo León, Monterrey, N.L. (1960)
- Reportero y Redactor del Diario El Porvenir, Monterrey, N.L. (1961-1973)
- Jefe de la Sección Editorial y catedrático de Historia de México, en la Escuela Normal Superior del Estado, Monterrey, N.L. (1968-1972)
- Director de Difusión en la Universidad Autónoma de Nuevo León, Monterrey, N.L. En este cargo creó el primer diario universitario del país, con el título Universidad. (1973-1978)
- Delegado Regional del Consejo Nacional de Fomento Educativo, Monterrey, N.L. En este cargo, creó las escuelas comunitarias y las salas de cultura en el Estado de Nuevo León. (1974-1986)
- Director de Actividades Culturales de la Secretaría de Educación Pública en Nuevo León. (1986-1987)
- Secretario Ejecutivo del Instituto de la Cultura de Nuevo León, Monterrey, N.L. (1987-1991)
- Subdirector de Cultura de Monterrey. (1992-1995)
- Director del Museo Metropolitano de Historia de Monterrey. (1995)
- Director de la Biblioteca Universitaria Capilla Alfonsina. (1996-2001)
- Director del Centro de Estudios sobre la Universidad. (2004-2019)

### Libros Publicados
Autor de los siguientes libros:
- Juaréz en Monterrey. Edición de la Escuela Normal del Estado, Monterrey, N.L.
- Juaréz en Monterrey. Edición del Gobierno del Estado de Nuevo León, Monterrey, N.L.
- La Huella de Alfonso Reyes. Edición de la Universidad Autónoma de Nuevo León.
- Alfonso Reyes en la Generación del Ateneo de la Juventud. Edición del R. Ayuntamiento de Monterrey, N.L.
- Plutarco Elias Calles, Estadista de La Revolución. Edición del PRI, Monterrey, N.L.
- Los Herreras, Raíces de un Pueblo. Edición del Gobierno del Estado de Nuevo León, Monterrey, N.L.
- Rangel Frías, su obra y su tiempo. Edición del Archivo General del Estado de Nuevo León, Monterrey, N.L.
- Para Don Alfonso Reyes, Dedicatorias. Edición del Programa Cultural de las Fronteras y el Consejo Nacional para la Cultura y las Artes.
- Raúl Rangel Frías... Universitario de siempre. Edición de la Universidad Autónoma de Nuevo León, Preparatoria n.º 8 y 22 Cd. Guadalupe, N.L.
- Raúl Rangel Frías. Colección Los Hombres de Nuevo León. Edición del Gobierno del Estado de Nuevo León. Monterrey, N.L.
- Monterrey entre montañas y acero (Monterrey, historia del siglo XX). Edición de Villacero, Monterrey, N.L.
- El Estado de Nuevo León (Versiones en inglés y español). México D.F.
- Monterrey en 400 Libros, Edición del Congreso del Estado, Monterrey, N.L.
- Alfonso Reyes de cuerpo interno. Edición de la UANL.
- Catálogo de tesis de Derecho. Edición de la Facultad de Derecho de la UANL.
- Juárez en Monterrey. Edición de la Sección 50 del SNTE.
- México y Nuevo León día a día. Edición de la UANL.
- Moisés Sáenz, educador vigente.
- Israel Cavazos Garza. Una vida con historia.
- Francisco Cerda, Periodista ejemplar.
- El Palacio de Gobierno, símbolo de Nuevo León.
- Los Tesoros de la Capilla Alfonsina. Universidad Autónoma de Nuevo León.
- El Pasado en el Porvenir. Universidad Autónoma de Nuevo León.

Asesor de los siguientes libros:
- Historia en la Educación Superior en Nuevo León. Edición del Gobierno del Estado de Nuevo León, Monterrey, N.L. (1990)
- Historia de la Educación Elemental en Nuevo León. Edición del Gobierno del Estado de Nuevo León, Monterrey, N.L. (1990)
- Historia del Bachillerato en Nuevo León. Edición del Gobierno del Estado de Nuevo León, Monterrey, N.L. (1991)
- Legislación Educativa en Nuevo León. Edición del Gobierno del Estado de Nuevo León, Monterrey, N.L. (1991)
- Financiamiento de la Educación en Nuevo León. Edición del Gobierno del Estado de Nuevo León, Monterrey, N.L. (1991)

Co-Autor
- Porfirio Barba Jacob en el recuerdo. Monterrey, N.L. U.A.N.L. (1976)
- El Anáhuac a través de Alfonso Reyes. Monterrey, N.L. Impresos y Tesis, S.A. (1986)
- Antología histórica. Monterrey, N.L. Secretaría de Educación y Cultura. (1989)
- Educadores de Nuevo León. Monterrey, N.L. Universidad Mexicana del Noreste. (1996)
- Enciclopedia de Monterrey, con el capítulo Historia de la Educación en Nuevo León. El Diario de Monterrey. (1997)

### Actividades Periodísticas
- Director del Periódico el Heraldo, Escuela Secundaria n.º 5, Prof. Macario Pérez. (1957)
- Subdirector del periódico El Tigre. Escuela Preparatoria n.º 1 y Facultad de Derecho, Monterrey, N.L. (1959-1962)
- Director del Periódico PREPAS. Escuela Preparatoria n.º 1, Monterrey, N.L. (1960)
- Director de la Revista Estudiantes. Escuela Preparatoria n.º 1 y Facultad de Derecho, Monterrey, N.L. (1960-1964)
- Redactor de Vida Universitaria. Patronato Universitario de Nuevo León, Monterrey, N.L. (1960)
- Reportero y Redactor del Periódico El Porvenir, Monterrey, N.L. (1961-1973)
- Director del Periódico Diálogo y de la Revista Ensayo de la Escuela Normal Superior del Estado, Monterrey, N.L. (1969-1972)
- Director de la Revista Armas y Letras. Universidad Autónoma de Nuevo León, Monterrey, N.L. (1974-1978)
- Director de la Revista Hemisferio. Monterrey, N.L. (1975-1977)
- Director del Periódico Universidad. Universidad Autónoma de Nuevo León. Monterrey, N.L. (1976-1978)
- Colaborador de los Diarios Regiomontanos: El Porvenir, El Norte, Tribuna de Monterrey, El Diario de Monterrey, El Nacional, El Regio, así como de las publicaciones capitalinas, El Heraldo de México y Siempre. Publicación de más de un centenar de artículos en la prensa local y nacional.
- Miembro del Consejo Editorial de la Revista "Armas y Letras". (1996-1998)
- Miembro del Consejo Editorial y editorialista de la Revista Educativa "Pizarra". (1998)

### Medallas
- Medalla de la Universidad Autónoma de Nuevo León, por la labor literaria. Monterrey, N.L. (1990)
- Medalla "Rafael Ramírez", otorgada por la Secretaría de Educación Pública. Monterrey, N.L. (1992)
- Medalla al Mérito Histórico Capitán Alonso de León, otorgada por la Sociedad Nuevoleonesa de Historia, Geografía y Estadística. Monterrey, N.L. (1995)
- Medalla "José P. Saldaña", de la Asociación de Cronistas. (1999)
- Medalla al Mérito Cívico del Estado de Nuevo León. (2000)
- Medalla del Colegio Coahuilense de Investigaciones Históricas. (2001)
- Medalla de la Asociación de Periodistas de Nuevo León. (2002)
- Medalla Benito Juárez de la Sociedad Mexicana de Geografía y Estadística. (2003)
- Medalla Ignacio Manuel Altamirano de la Sociedad Mexicana de Geografía y Estadística. (2004)
- Medalla Valentín Gómez Farias de la Sociedad Mexicana de Geografía y Estadística. (2005)

### Premios
- Primer lugar en el Concurso Nacional de Prensa Estudiantil. México, D.F. (1963)
- Primer lugar en el Concurso Nacional de Prensa Juvenil. Embajada de Estados Unidos. México, D.F. (1963)
- Premio del Instituto Nacional de la Juventud Mexicana en el área de Historia. México, D.F. (1967)
- Premio Nacional Alfonso Reyes. Capilla Alfonsina, México, D.F. (1974)
- Premio Netzahualcóyotl, a nivel latinoamericano. Instituto Cultural Domecq. México, D.F (1985)

### Reconocimientos
- Diploma de Honor otorgado por el Club de Leones de Monterrey, por la labor Periodística e Histórica Desarrollada. Monterrey N.L. (1964)
- Ciudadano Honorario de Texas. Diploma otorgado por el gobernador John Connaly. Austin, Texas. (1966)
- En dos ocasiones huésped distinguido de la Cd. de Veracruz, Ver. (1972-1989)
- Reconocimiento del Centro de Información y Promoción Cultural, A.C., por actividades, obras y servicios distinguidos en la Difusión del Arte. México, D.F. (1977)
- Reconocimiento del Gobierno del Estado de Nuevo León por la Labor Cultural en el sexenio 1973/1979. Monterrey, N.L. (1979)
- Reconocimiento de la Presidencia Municipal de los Herreras, N.L., por la labor Educativa, Cultural e Histórica. Los Herreras, N.L. (1983)
- Reconocimiento del Ayuntamiento de los Herreras, N.L., y Designación como Cronista Municipal, Los Herreras, N.L. (1985)
- Reconocimiento del Gobierno del Estado y la Secretaría de Educación y Cultura, por el desempeño en beneficio de la niñez y la juventud nuevoleonesa, durante 25 años de labor educativa. Monterrey, N.L. (1985)
- Reconocimiento del Gobierno del Estado de Coahuila, por la participación en el Encuentro Cultural del Noreste. Saltillo, Coah. (1985)
- Ciudadano Honorario de la Ciudad de Dallas, Texas. (1994)
- Ciudadano Honorario de las ciudades de Austin y San Antonio, Texas. (1998)
- Reconocimiento Corazón de Niño 2017 otorgado por la Fundación Ildefonso Vázquez Santos. (2017)
- Reconocimiento por Trayectoria en UANLeer feria universitaria del libro. Monterrey, N.L. (2018)

### Sociedades y Comisiones
- Sociedad Nuevoleonesa de Historia, Geografía y Estadística, (Secretario en el año 1971, Vocal en 1972 y Vicepresidente en 1998-1999. Fue Presidente de la misma en 2000-2001 y en 2003-2004).
- Centro Universitario Alfonso Reyes (Presidente durante los años de 1960-1966).
- Organización de Estudios Sociales (Secretario durante los años de 1964-1967).
- Academia Mexicana de la Educación.
- Asociación Biblioteca Alfonso Reyes, A.C.
- Asociación Estatal de Cronistas (siendo coordinador de la Zona Centro).
- Seminario de Cultura Mexicana.
- Asociación Nacional de Prensa Estudiantil.
- Unión Nuevoleonesa de Prensa Estudiantil.
- Patronato Estatal de Fomento Educativo (Secretario durante los años de 1974-1986).
- Consejo Cultural de Nuevo León.
- Consejo Sectorial de Cultura, Recreación y Deporte de la Secretaría de Educación Pública.
- Comisión Estatal para la Celebración del Centenario del Natalicio de Don Alfonso Reyes.
- Comisión Conmemorativa del V Centenario del Encuentro de Dos Mundos.
- Comisión Estatal para la Preservación del Patrimonio Cultural de Nuevo León.
- Consejo Cultural de Monterrey.
- Cronista de Los Herreras, Nuevo León.
- Presidente de la Corresponsalía en Nuevo León de la Sociedad Mexicana de Geografía y Estadística.

### Cursos y Seminarios
- Inglés, Historia y Periodismo. Universidad de Texas, Austin, Texas.(1966)
- Jornada Nacional sobre Juárez y las Leyes de Reforma, Veracruz, Ver. (1972)
- Cursos de Capacitación Pedagógica Elemental, Montemorelos, N.L. (1972)
- Cursos para promotores de Áreas Marginadas Urbanas, Monterrey, N.L. (1980)
- Cursos sobre Administración Educativa y Metodología Participativa, Monterrey, N.L. (1980)
- Seminario: Técnicas para la Enseñanza del Inglés, Monterrey, N.L. (1984)
- Semana Cultural Geográfica, Monterrey, N.L. (1986)
- Encuentro Cultural de Escuelas Particulares Incorporadas, Monterrey, N.L. (1987)
- Primer Encuentro de Cronistas de la Frontera Norte. (1991)
- Congreso Nacional Cronistas. (1996)
- Participación en Cursos y Seminarios para Bibliotecarios. (1996-1997)
- Coloquio de Historia Regional. Saltillo, Coahuila. (2000)

### Conferencias
- Alfonso Reyes y su Poesía, Departamento de Lenguas Romances de la Universidad George Washington, D.C. (1966)
- Juaréz en su Centenario, Veracruz, Ver. (1972)
- Alfonso Reyes y su obra, Capilla Alfonsina, México, D.F. (1972)
- Alfonso Reyes en el Centenario de su Natalicio, Sala Manuel M. Ponce, Palacio de Bellas Artes. INBA, México, D.F. (1989)
- El joven Alfonso Reyes y sus amigos, Sala Manuel M. Ponce, Palacio de Bellas Artes. INBA, México, D.F. (1990)
- Los Herreras, un pueblo con Historia, Sala Experimental del Teatro de la Ciudad, Monterrey, N.L. (1990)
- La Cultura en Nuevo León, Club Sembradores de la Amistad, Monterrey, N.L. (1990)
- Alfonso Reyes y España. Ateneo Español de México, México, D.F. (1990)
- Otras conferencias dictadas, en Centro Cultural de la Ciudad de Chihuahua, Chihuahua. Museo de Bellas Artes de Cd. Juaréz, Chihuahua. Normal Superior de Saltillo, Coahuila. Capilla Alfonsina de la UANL, Monterrey, N.L., Universidad de Montemorelos, N.L., Instituto Tecnológico y de Estudios Superiores de Monterrey, N.L., Escuela Normal Superior del Estado, Monterrey, N.L., Casa de la Cultura, Monterrey, N.L., Biblioteca Municipal de la Ciudad de Guadalupe, N.L., Facultad de Filosofía y Letras de la Universidad Autónoma de Nuevo León, Universidad Autónoma de Tamaulipas, Facultad de Derecho y Ciencias Sociales de la UANL, Universidad Estatal de California, Bakersfield, California, Congreso del Estado de Nuevo León.